# 卡帕奇
卡帕奇（義大利語：Capaci），是意大利西西里大区巴勒莫广域市的一个市镇。总面积6.12平方公里，人口10564人，人口密度1726.1人/平方公里（2009年）。ISTAT代码为082020。